# Antoni Szymanowski
Antoni Jan Szymanowski (* 13. Januar 1951 in Tomaszów Mazowiecki) ist ein ehemaliger polnischer Fußballspieler.

## Werdegang
Der rechte Verteidiger Szymanowski spielte bei Wisła Kraków, als er 1970 erstmals in die polnische Fußballnationalmannschaft berufen wurde, und wurde von Nationaltrainer Kazimierz Górski auch für den Kader bei den Olympischen Sommerspielen 1972 in München berufen, wo er mit der Mannschaft um Kazimierz Deyna die Goldmedaille gewann. Im Finale spielte er jedoch nicht, war aber dennoch nach dem olympischen Turnier Stammspieler und qualifizierte sich ein Jahr später für die Fußball-Weltmeisterschaft 1974 in Deutschland, wo er die Bronzemedaille gewann. Auch bei der Fußball-Weltmeisterschaft 1978 gehörte er zum Stamm der Nationalmannschaft. Die Mannschaft scheiterte in der Zwischenrunde an Gastgeber Argentinien und Brasilien. 1980 bestritt er sein letztes von insgesamt 82 Länderspielen und wechselte 1981 von seinem damaligen Club Gwardia Warschau ins Ausland zum belgischen Spitzenclub FC Brügge, wo er 1984 seine Laufbahn beendete.

## Erfolge
- 1 × Polnischer Meister (1978)
- 1 × olympische Goldmedaille (1972)
- 1 × olympische Silbermedaille (1976)
- 1 × WM-Dritter (1974)
- 2 × WM-Teilnahme (1974, 1978)